# Gärssläktet
Gärssläktet (Gymnocephalus) tillhör familjen abborrfiskar. 15-30 cm långa, smäckra bottenlevande fiskar. Huvudet har talrika slemkroppar och oregelbunden fjällbeklädnad. De fyra arter av gärssläktet som finns förekommer i norra, mellersta och östra Europa, samt norra Asien. 

## Arter
- donetsgärs (Gymnocephalus acerinus) (Güldenstädt, 1774)
- liten donaugärs (Gymnocephalus baloni) Holčík och Hensel, 1974
- gärs (Gymnocephalus cernuus) (Linné, 1758)
- donaugärs (Gymnocephalus schraetser) (Linné, 1758)